# Igor Lichnovsky
Igor Lichnovsky Osorio (ur. 7 marca 1994 w Peñaflor) – chilijski piłkarz pochodzenia austriackiego występujący na pozycji środkowego obrońcy w meksykańskim klubie Club América oraz w reprezentacji Chile.

## Kariera klubowa
Lichnovsky rozpoczął swoją karierę w akademii piłkarskiej Universidad de Chile. 20 listopada 2011 roku zadebiutował w barwach pierwszego zespołu, wychodząc w podstawowym składzie na zremisowany 0:0 ligowy mecz z Universidad Católica. Swojego pierwszego gola w barwach klubu Lichnovsky zdobył 29 kwietnia 2012 roku w wygranym 5:0 spotkaniu z Colo-Colo.
Gra Lichnovskyego zwróciła na niego uwagę innych klubów, m.in. angielskiej Chelsea. Ostatecznie jednak w czerwcu 2014 roku Chilijczyk podpisał czteroletni kontrakt z portugalskim FC Porto, gdzie włączono go do kadry drużyny rezerw. Pierwszy mecz w nowym klubie rozegrał 10 sierpnia 2014 roku, wychodząc w podstawowym składzie na przegrane 1:3 ligowe starcie Porto B z Oliveirense. Pierwszego gola na portugalskich boiskach zdobył 22 października 2014 roku podczas wygranego 3:0 meczu drużyny rezerw z CD Aves.
Przed rozpoczęciem sezonu 2015/16 Lichnovsky został włączony do kadry pierwszego zespołu. W styczniu 2016 został wypożyczony do Sportingu Gijón.

## Kariera reprezentacyjna
Lichnovsky ma za sobą grę w młodzieżowych reprezentacjach Chile. W 2013 roku wraz z reprezentacją Chile do lat 20 wziął udział w młodzieżowych Mistrzostwach Ameryki Południowej oraz młodzieżowych Mistrzostwach Świata. Podczas obu turniejów sprawował także funkcję kapitana drużyny.
14 listopada 2014 roku zadebiutował w seniorskiej kadrze, wychodząc w podstawowym składzie na wygrane 5:0 towarzyskie spotkanie z Wenezuelą.

## Sukcesy
Universidad de Chile
- Torneo de Clausura: 2011
- Torneo de Apertura: 2012